# Mathias Bromé
Mathias Bromé, född 29 juli 1994 i Örby, Stockholms kommun, är en svensk professionell ishockeyspelare. Bromé har tidigare spelat för bland annat Mora IK och Örebro HK. Från säsongen 2024/2025 spelar Bromé för Luleå Hockey i SHL.

## Biografi
Den 11 april 2019 meddelades att Bromé var klar på ett tvåårskontrakt för Örebro HK, som då anslöt närmst ifrån Mora IK, vilka degraderades till Hockeyallsvenskan i samband med förlust i kvalet för spel i SHL säsongen 2019/2020.
Den 29 april 2020 meddelade Detroit Red Wings att man skrivit ett 1 års kontrakt med Bromé. På grund av Coronaviruspandemin blev starten av NHL-säsongen 2020/2021 försenad. Därför kom Bromé att inleda sin säsong genom att bli utlånad och fortsatt spel med Örebro. Den 20 december 2020 meddelade Örebro Hockey att Bromé lämnar för spel i NHL och Detroit Red Wings. Bromé lämnade Örebro för att omedelbart ansluta till Detroit och förbereda sig inför dess NHL-camp i januari 2021.